# Паїн-Куїх
Паїн-Куїх (перс. پايين كويخ) — село в Ірані, у дегестані Ховме, у Центральному бахші, шагрестані Решт остану Ґілян. За даними перепису 2006 року, його населення становило 272 особи, що проживали у складі 83 сімей.

## Клімат
Середня річна температура становить 14,20°C, середня максимальна – 28,10°C, а середня мінімальна – -0,91°C. Середня річна кількість опадів – 1160 мм.
| Клімат поселення                              | Клімат поселення | Клімат поселення | Клімат поселення | Клімат поселення | Клімат поселення | Клімат поселення | Клімат поселення | Клімат поселення | Клімат поселення | Клімат поселення | Клімат поселення | Клімат поселення | Клімат поселення |
| Показник                                      | Січ.             | Лют.             | Бер.             | Квіт.            | Трав.            | Черв.            | Лип.             | Серп.            | Вер.             | Жовт.            | Лист.            | Груд.            |                  |
| Середній максимум, °C                         | 7,95             | 8,49             | 11,64            | 17,55            | 22,06            | 25,44            | 28,10            | 27,81            | 24,88            | 20,90            | 16,09            | 11,62            |                  |
| Середня температура, °C                       | 3,52             | 4,06             | 7,22             | 13,13            | 17,63            | 21,02            | 23,86            | 23,54            | 20,63            | 16,65            | 11,84            | 7,36             |                  |
| Середній мінімум, °C                          | −0,91            | −0,37            | 2,78             | 8,70             | 13,21            | 16,58            | 19,62            | 19,31            | 16,37            | 12,39            | 7,59             | 3,10             |                  |
| Норма опадів, мм                              | 120              | 94               | 86               | 49               | 45               | 29               | 27               | 60               | 130              | 197              | 175              | 148              |                  |
| Середньомісячна швидкість вітру, м/с          | 2.28             | 2.40             | 2.40             | 2.30             | 2.36             | 2.64             | 2.60             | 2.30             | 2.10             | 2.10             | 2.02             | 2.03             |                  |
| Середньомісячна сонячна радіація, кДж/м²·день | 6762             | 8916             | 10912            | 15637            | 19977            | 22288            | 23130            | 19266            | 15729            | 10768            | 8485             | 6494             |                  |
| --------------------------------------------- | ---------------- | ---------------- | ---------------- | ---------------- | ---------------- | ---------------- | ---------------- | ---------------- | ---------------- | ---------------- | ---------------- | ---------------- | ---------------- |
| Джерело:                                      |                  |                  |                  |                  |                  |                  |                  |                  |                  |                  |                  |                  |                  |